# La Course by Le Tour de France de 2017
A 4.ª edição da La Course by Le Tour de France celebrou-se entre 20 e 22 de julho de 2017 com início na cidade de Briançon e final em Col d'Eze. Conquanto a corrida teve um total de 2 etapas, só a primeira fez parte do UCI WorldTour Feminino de 2017 enquanto a segunda não outorgou nenhum ponto UCI.
A corrida fez parte do UCI WorldTour Feminino de 2017 como concorrência de categoria 1.wwT do calendário ciclístico de máximo nível mundial sendo a décima-quinta corrida de dito circuito e foi vencida pela corredora holandesa Annemiek van Vleuten da equipa feminina Orica Scott, em segundo lugar Elizabeth Deignan (Boels Dolmans) e em terceiro lugar Elisa Longo Borghini (Wiggle High5).

## Equipas
Tomaram parte na corrida um total de 21 equipas convidadas pela organização dos quais 20 corresponderam a equipas de categoria UCI Team Feminino e a seleção nacional de França.
| Equipes femininas profissionais (20)- Alé Cipollini Galassia - Astana Women's Team - BePink Cogeas - Boels Dolmans - BTC City Ljubljana - Canyon Sram Racing - Cervélo Bigla - Cylance Pro Cycling - FDJ-Nouvelle Aquitaine-Futuroscope - Hitec Products - Lares-Waowdeals Women Cycling Team - Lensworld-Kuota - Lotto Soudal - Orica-Scott - Servetto Giusta - Sunweb - Team Tibco-Silicon Valley Bank - VéloCONCEPT Women - Wiggle High5 - WM3 Pro Cycling Equipe nacional- França |
| |

## Etapas
A primeira etapa, a qual fez parte do UCI WorldTour Feminino de 2017 foi uma etapa de montanha se realizou na quinta-feira 20 de julho com 67,5 km entre a localidade francesa de Briançon e o Col d'Izoard nos Alpes em onde se abordaram 10 km que conduzem a Casse deserte, os quais contam com uma pendente média superior ao 9%. A segunda etapa (não UCI) se realizou a 22 de julho com uma Contrarrelógio individual na área metropolitana das ruas de Marselha, utilizando o mesmo percurso que a etapa 20 do Tour de France de 2017.
| Etapa | Data    | Percurso                          | type                      | Distância (km) | Vencedor             | Líder geral          |
| ----- | ------- | --------------------------------- | ------------------------- | -------------- | -------------------- | -------------------- |
| 1     | 20 jul. | Briançon – Col d'Izoard           | alta montanha             | 67,5           | Annemiek van Vleuten | Annemiek van Vleuten |
| 2     | 22 jul. | Stade Vélodrome – Stade Vélodrome | contrarrelógio individual | 22,5           | Annemiek van Vleuten | Annemiek van Vleuten |

## Classificações finais
As classificações finalizaram da seguinte forma:

### Classificação geral (1.ª etapa)
| \| Classificação geral \| Classificação geral \| Classificação geral \| Classificação geral \| Classificação geral \| \| Ciclista \| Ciclista \| Equipe \| Tempo \| \| \| ------------------- \| -------------------- \| ---------------------------------- \| ------------------- \| ------------------- \| \| 1. \| Annemiek van Vleuten \| Orica-Scott \| 2h07m18s \| \| \| 2. \| Lizzie Deignan \| Boels Dolmans \| + 43s \| \| \| 3. \| Elisa Longo Borghini \| Wiggle High5 \| + 1m23s \| \| \| 4. \| Megan Guarnier \| Boels Dolmans \| + 1m28s \| \| \| 5. \| Shara Gillow \| FDJ-Nouvelle Aquitaine-Futuroscope \| + 1m33s \| \| \| 6. \| Amanda Spratt \| Orica-Scott \| + 1m41s \| \| \| 7. \| Lauren Stephens \| Tibco-Silicon Valley Bank \| + 1m51s \| \| \| 8. \| Ana Sanabria \| Servetto Giusta \| + 2m24s \| \| \| 9. \| Katarzyna Niewiadoma \| WM3 \| + 2m52s \| \| \| 10. \| Hanna Nilsson \| BTC City Ljubljana \| + 3m04s \| \| |                      |                                    |          |
| |                      |                                    |          |
| Fonte: ProCyclingStats |                      |                                    |          |
| Classificação geral |                      |                                    |          |
| Ciclista | Ciclista             | Equipe                             | Tempo    |
| 1. | Annemiek van Vleuten | Orica-Scott                        | 2h07m18s |
| 2. | Lizzie Deignan       | Boels Dolmans                      | + 43s    |
| 3. | Elisa Longo Borghini | Wiggle High5                       | + 1m23s  |
| 4. | Megan Guarnier       | Boels Dolmans                      | + 1m28s  |
| 5. | Shara Gillow         | FDJ-Nouvelle Aquitaine-Futuroscope | + 1m33s  |
| 6. | Amanda Spratt        | Orica-Scott                        | + 1m41s  |
| 7. | Lauren Stephens      | Tibco-Silicon Valley Bank          | + 1m51s  |
| 8. | Ana Sanabria         | Servetto Giusta                    | + 2m24s  |
| 9. | Katarzyna Niewiadoma | WM3                                | + 2m52s  |
| 10. | Hanna Nilsson        | BTC City Ljubljana                 | + 3m04s  |

### Classificação da CRI (2.ª etapa)
| \| Classificação por etapas \| Classificação por etapas \| Classificação por etapas \| Classificação por etapas \| Classificação por etapas \| \| Ciclista \| Ciclista \| Equipe \| Tempo \| \| \| ------------------------ \| ------------------------ \| ---------------------------------- \| ------------------------ \| ------------------------ \| \| 1. \| Annemiek van Vleuten \| Orica-Scott \| 32m54s \| \| \| 2. \| Lizzie Deignan \| Boels Dolmans \| + 1m52s \| \| \| 3. \| Elisa Longo Borghini \| Wiggle High5 \| + 1m53s \| \| \| 4. \| Megan Guarnier \| Boels Dolmans \| + 3m00s \| \| \| 5. \| Amanda Spratt \| Orica-Scott \| + 3m26s \| \| \| 6. \| Shara Gillow \| FDJ-Nouvelle Aquitaine-Futuroscope \| + 3m48s \| \| \| 7. \| Lauren Stephens \| Tibco-Silicon Valley Bank \| + 3m53s \| \| \| 8. \| Katarzyna Niewiadoma \| WM3 \| + 4m35s \| \| \| 9. \| Ashleigh Moolman Pasio \| Cervélo Bigla \| + 4m35s \| \| \| 10. \| Ana Sanabria \| Servetto Giusta \| + 4m46s \| \| |                        |                                    |         |
| |                        |                                    |         |
| |                        |                                    |         |
| Classificação por etapas |                        |                                    |         |
| Ciclista | Ciclista               | Equipe                             | Tempo   |
| 1. | Annemiek van Vleuten   | Orica-Scott                        | 32m54s  |
| 2. | Lizzie Deignan         | Boels Dolmans                      | + 1m52s |
| 3. | Elisa Longo Borghini   | Wiggle High5                       | + 1m53s |
| 4. | Megan Guarnier         | Boels Dolmans                      | + 3m00s |
| 5. | Amanda Spratt          | Orica-Scott                        | + 3m26s |
| 6. | Shara Gillow           | FDJ-Nouvelle Aquitaine-Futuroscope | + 3m48s |
| 7. | Lauren Stephens        | Tibco-Silicon Valley Bank          | + 3m53s |
| 8. | Katarzyna Niewiadoma   | WM3                                | + 4m35s |
| 9. | Ashleigh Moolman Pasio | Cervélo Bigla                      | + 4m35s |
| 10. | Ana Sanabria           | Servetto Giusta                    | + 4m46s |

## UCI WorldTour Feminino
A La Course by Le Tour de France outorga pontos para o UCI WorldTour Feminino de 2017, incluindo a todas as corredoras das equipas nas categorias UCI Team Feminino. As seguintes tabelas mostram o barómetro de pontuação e as 10 corredoras que obtiveram mais pontos:
| Posição   | 1.ª | 2.ª | 3.ª | 4.ª | 5.ª | 6.ª | 7.ª | 8.ª | 9.ª | 10.ª | 11.ª | 12.ª | 13.ª | 14.ª | 15.ª | 16.ª | 17.ª | 18.ª | 19.ª | 20.ª |
| Pontuação | 120 | 100 | 85  | 70  | 60  | 50  | 40  | 35  | 30  | 25   | 20   | 18   | 16   | 14   | 12   | 10   | 8    | 6    | 4    | 2    |

| Classificação |                       |                                    |        |
| Posição       | Ciclista              | Equipa                             | Pontos |
| ------------- | --------------------- | ---------------------------------- | ------ |
| 1.ª           | Annemiek van Vleuten  | Orica Scott                        | 120    |
| 2.ª           | Elizabeth Deignan     | Boels Dolmans                      | 100    |
| 3.ª           | Elisa Longo Borghini  | Wiggle High5                       | 85     |
| 4.ª           | Megan Guarnier        | Boels Dolmans                      | 70     |
| 5.ª           | Shara Gillow          | FDJ Nouvelle Aquitaine Futuroscope | 60     |
| 6.ª           | Amanda Spratt         | Orica Scott                        | 50     |
| 7.ª           | Lauren Stephens       | Team Tibco-Silicon Valley Bank     | 40     |
| 8.ª           | Ana Cristina Sanabria | Servetto Giusta                    | 35     |
| 9.ª           | Katarzyna Niewiadoma  | WM3 Pro Cycling Team               | 30     |
| 10.ª          | Hanna Nilsson         | BTC City Ljubljana                 | 25     |